# Batrachomyia major
Batrachomyia major är en tvåvingeart som beskrevs av Malloch 1927. Batrachomyia major ingår i släktet Batrachomyia och familjen fritflugor. Inga underarter finns listade i Catalogue of Life.